# Quake Live
Quake Live (annoncé sous le titre de Quake Zero) est un projet de jeu vidéo de type tir à la première personne créé par id Software et annoncé en 2007. Il s'agit de Quake 3 et de son supplément Quake III: Team Arena revisités afin de se lancer via un navigateur web.
Deux abonnements étaient disponibles (le jeu restait jouable gratuitement) : le premium proposé à 1,59 £/1,99 € par mois (facturation une fois par an) et le pro qui lui était proposé à 3,18 £/3,99 € par mois (facturation une fois par an).
Depuis le 18 août 2009, des clients pour Linux (Firefox) et Mac OS X (Safari et Firefox) étaient également disponibles. Le 7 novembre 2013 est annoncé la fin du support par navigateur ; depuis le jeu est un client exécutable à télécharger, qui ne marche que sous la plateforme Windows.
Depuis le 27 octobre 2015, le jeu n'est plus gratuit et doit être acheté, et les options d'abonnements ont été abandonnées.

## Système de jeu
Fondé sur Quake III Arena et son supplément Quake III: Team Arena, Quake Live est un FPS multijoueurs en ligne qui évalue automatiquement le niveau des joueurs afin de leur opposer des adversaires adaptés. Il gère un historique des matches joués et des adversaires rencontrés, une liste d'amis ainsi que des statistiques détaillées sur les performances des joueurs telles que leur efficacité avec chaque arme, leurs cartes préférées et leurs récompenses.
Il est possible de consulter les statistiques de n'importe quel inscrit dont on connaît le pseudonyme, de voir les dernières parties qu'il a disputées et de jouer avec ou contre lui s'il est en ligne.

### Modes de jeu
- Duel
- Team deathmatch (TDM)
- Capture the flag (CTF)
- Clan arena (CA)
- Free for all (FFA)
- Freeze tag  (FT)
- Attack & Defend (A&D)
- Domination (DOM)
- Red Rover (RR)
- Harvester (HAR)
- Instagib

De nouvelles cartes sont ajoutées au jeu au fur et à mesure des mises à jour.

## Technologie de la version par navigateur
Avant la version 2, la version par navigateur nécessitait l'installation d'un plugin dans le navigateur du joueur. Le contenu (cartes de jeu, etc.) se mettait à jour directement lorsque le navigateur était ouvert sur la page du site.
Sur le site web, le joueur avait le choix entre plusieurs matches, dont le niveau des joueurs a été choisi pour lui correspondre. Il était alors possible de jouer directement dans le navigateur ou en mode plein écran.
Le client était disponible sur Windows, Mac OS X et Linux. Le programme était exécuté par le processeur comme du code natif et non interprété, ce qui signifie que le client utilisait son propre plugin navigateur plutôt qu'une applet Java ou une animation Flash. Le jeu s'exécutait donc sans perte de performance à la différence de la plupart des autres jeux jouables dans un navigateur.
Depuis le 27 octobre 2015, le jeu n'est plus gratuit et doit être acheté, et les options d'abonnements ont été abandonnées, avec obligation de jouer sous Steam.